# Ich bin ein Star – Holt mich hier raus!/Staffel 16
Die 16. Staffel der deutschen Reality-Show Ich bin ein Star – Holt mich hier raus! wurde vom 13. Januar 2023 bis 29. Januar 2023 auf dem Privatsender RTL ausgestrahlt. Das große Wiedersehen fand am 30. Januar 2023 statt. Moderiert wurde die Sendung von Sonja Zietlow und Jan Köppen, der Daniel Hartwich ersetzte. Der Paramedic Bob McCarron alias „Dr. Bob“ wirkte erneut mit. 
Dschungelkönigin und Gewinnerin des Preisgelds von 100.000 Euro wurde Djamila Rowe.

## Teilnehmer
Am 17. Dezember 2022 wurden 12 Teilnehmer bestätigt. Am 12. Januar 2023 folgte die Bestätigung der Teilnahme von Djamila Rowe, welche neben Melody Haase als Ersatzkandidatin mitgereist war. Rowe ersetzte den ursprünglich angekündigten Martin Semmelrogge, der aufgrund von Visum-Problemen nicht einreisen konnte.
| Platz | Teilnehmer           | Bekannt als | Auszug am  |
| ----- | -------------------- | --- | ---------- |
| 01    | Djamila Rowe         | Reality-TV-Teilnehmerin (Die Alm, Adam sucht Eva – Promis im Paradies, Ich bin ein Star – Die große Dschungelshow)                                                                                          | 30. Januar |
| 02    | Luigi „Gigi“ Birofio | Reality-TV-Teilnehmer (Ex on the Beach, Prominent getrennt – Die Villa der Verflossenen, Temptation Island VIP)                                                                                             | 30. Januar |
| 03    | Lucas Cordalis       | Sänger, Musikproduzent, Sohn von Costa Cordalis (Dschungelkönig der 1. Staffel), Ehemann von Daniela Katzenberger                                                                                           | 30. Januar |
| 04    | Jolina Mennen        | Influencerin, Webvideoproduzentin | 29. Januar |
| 05    | Cosimo Citiolo       | Sänger, Mehrmaliger Kandidat bei Deutschland sucht den Superstar, Reality-TV-Teilnehmer (Big Brother, Kampf der Realitystars – Schiffbruch am Traumstrand, Das Sommerhaus der Stars – Kampf der Promipaare) | 29. Januar |
| 06    | Papis Loveday        | Model, Reality-TV-Teilnehmer (Promi Big Brother), Laufsteg-Trainer bei Germany’s Next Topmodel (2018) | 28. Januar |
| 07    | Claudia Effenberg    | Spielerfrau, Model, Designerin, Reality-TV-Teilnehmerin (Promi Big Brother) | 27. Januar |
| 208 1 | Cecilia Asoro        | Kandidatin bei Der Bachelor, Reality-TV-Teilnehmerin (Prominent getrennt – Die Villa der Verflossenen, Are You The One? – Realitystars in Love), Gewinnerin von Beauty & The Nerd                           | 26. Januar |
| 09    | Jana Pallaske        | Schauspielerin, Kandidatin bei Let’s Dance, Reality-TV-Teilnehmerin (Das Sommerhaus der Stars – Kampf der Promipaare)                                                                                       | 25. Januar |
| 10    | Tessa Bergmeier      | Model, Kandidatin bei Germany's Next Topmodel, Reality-TV-Teilnehmerin (Die Alm, Kampf der Realitystars – Schiffbruch am Traumstrand)                                                                       | 23. Januar |
| 11    | Markus Mörl          | Sänger, Reality-TV-Teilnehmer (Das Sommerhaus der Stars – Kampf der Promipaare) | 22. Januar |
| 12    | Verena Kerth         | Ex-Spielerfrau, Fernseh- und Radiomoderatorin | 21. Januar |

## Abstimmungsergebnisse
| Abstimmungsergebnisse der sechzehnten Staffel | Abstimmungsergebnisse der sechzehnten Staffel | Abstimmungsergebnisse der sechzehnten Staffel | Abstimmungsergebnisse der sechzehnten Staffel | Abstimmungsergebnisse der sechzehnten Staffel | Abstimmungsergebnisse der sechzehnten Staffel | Abstimmungsergebnisse der sechzehnten Staffel | Abstimmungsergebnisse der sechzehnten Staffel | Abstimmungsergebnisse der sechzehnten Staffel | Abstimmungsergebnisse der sechzehnten Staffel | Abstimmungsergebnisse der sechzehnten Staffel |
| Platz                                         | 20. Januar                                    | 21. Januar                                    | 22. Januar                                    | 23. + 24. Januar 1                            | 25. Januar                                    | 26. Januar                                    | 27. Januar                                    | 28. Januar                                    | 29. Januar Vorfinale                          | 29. Januar Finale                             |
| --------------------------------------------- | --------------------------------------------- | --------------------------------------------- | --------------------------------------------- | --------------------------------------------- | --------------------------------------------- | --------------------------------------------- | --------------------------------------------- | --------------------------------------------- | --------------------------------------------- | --------------------------------------------- |
| 01                                            | Rowe 22,36 %                                  | Cordalis 17,45 %                              | Rowe 27,72 %                                  | Rowe 25,03 %                                  | Rowe 28,22 %                                  | Cordalis 29,71 %                              | Rowe 32,96 %                                  | Rowe 31,59 %                                  | Rowe 52,79 %                                  | Rowe 62,26 %                                  |
| 02                                            | Cordalis 15,87 %                              | Rowe 14,80 %                                  | Cordalis 15,09 %                              | Cordalis 17,36 %                              | Cordalis 14,12 %                              | Rowe 15,82 %                                  | Cordalis 19,75 %                              | Birofio 20,73 %                               | Birofio 30,96 %                               | Birofio 37,74 %                               |
| 03                                            | Loveday 12,40 %                               | Birofio 13,40 %                               | Loveday 11,44 %                               | Citiolo 13,84 %                               | Effenberg 13,27 %                             | Loveday 15,67 %                               | Birofio 15,19 %                               | Cordalis 18,70 %                              | Cordalis 16,25 %                              |                                               |
| 04                                            | Birofio 10,76 %                               | Loveday 12,56 %                               | Birofio 10,03 %                               | Loveday 10,90 %                               | Citiolo 11,34 %                               | Birofio 15,24 %                               | Citiolo 13,33 %                               | Mennen 15,40 %                                |                                               |                                               |
| 05                                            | Citiolo 8,13 %                                | Citiolo 10,08 %                               | Mennen 8,42 %                                 | Birofio 8,82 %                                | Mennen 10,79 %                                | Mennen 9,14 %                                 | Mennen 9,78 %                                 | Citiolo 13,58 %                               |                                               |                                               |
| 06                                            | Mennen 7,04 %                                 | Mennen 9,24 %                                 | Effenberg 7,06 %                              | Mennen 7,65 %                                 | Birofio 9,24 %                                | Citiolo 7,48 %                                | Loveday 8,99 %                                |                                               |                                               |                                               |
| 07                                            | Effenberg 5,40 %                              | Pallaske 5,97 %                               | Citiolo 6,46 %                                | Asoro 6,17 %                                  | Loveday 8,55 %                                | Effenberg 6,94 %                              |                                               |                                               |                                               |                                               |
| 08                                            | Bergmeier 5,10 %                              | Bergmeier 4,95 %                              | Asoro 5,89 %                                  | Effenberg 5,58 %                              | Asoro 4,47 %                                  |                                               |                                               |                                               |                                               |                                               |
| 09                                            | Asoro 4,10 %                                  | Effenberg 4,41 %                              | Pallaske 4,25 %                               | Pallaske 4,65 %                               |                                               |                                               |                                               |                                               |                                               |                                               |
| 10                                            | Mörl 3,81 %                                   | Asoro 3,69 %                                  | Bergmeier 3,64 %                              |                                               |                                               |                                               |                                               |                                               |                                               |                                               |
| 11                                            | Pallaske 3,09 %                               | Mörl 3,45 %                                   |                                               |                                               |                                               |                                               |                                               |                                               |                                               |                                               |
| 12                                            | Kerth 1,94 %                                  |                                               |                                               |                                               |                                               |                                               |                                               |                                               |                                               |                                               |

| Abstimmungen „Wer muss zur nächsten Dschungelprüfung“ | Abstimmungen „Wer muss zur nächsten Dschungelprüfung“ | Abstimmungen „Wer muss zur nächsten Dschungelprüfung“ | Abstimmungen „Wer muss zur nächsten Dschungelprüfung“ | Abstimmungen „Wer muss zur nächsten Dschungelprüfung“ | Abstimmungen „Wer muss zur nächsten Dschungelprüfung“ | Abstimmungen „Wer muss zur nächsten Dschungelprüfung“ | Abstimmungen „Wer muss zur nächsten Dschungelprüfung“ |
| Teilnehmer                                            | 13. Januar                                            | 14. Januar                                            | 15. Januar                                            | 16. Januar                                            | 17. Januar                                            | 18. Januar                                            | 19. Januar                                            |
| ----------------------------------------------------- | ----------------------------------------------------- | ----------------------------------------------------- | ----------------------------------------------------- | ----------------------------------------------------- | ----------------------------------------------------- | ----------------------------------------------------- | ----------------------------------------------------- |
| Asoro                                                 | 5,12 %                                                | 3,36 %                                                | 4,23 %                                                | 4,28 %                                                | 5,04 %                                                | 6,57 %                                                | 9,39 %                                                |
| Bergmeier                                             | 29,35 %                                               | 28,63 %                                               | 20,55 %                                               | 12,81 %                                               | 12,66 %                                               | 11,33 %                                               | 7,32 %                                                |
| Birofio                                               | 12,50 %                                               | 13,37 %                                               | 17,34 %                                               | 9,35 %                                                | 8,37 %                                                | 10,48 %                                               | 13,97 %                                               |
| Citiolo                                               | 10,59 %                                               | 14,76 %                                               | 12,99 %                                               | 8,81 %                                                | 8,73 %                                                | 8,87 %                                                | 11,10 %                                               |
| Cordalis                                              | 8,47 %                                                | 7,77 %                                                | 8,92 %                                                | 12,57 %                                               | 11,29 %                                               | 11,38 %                                               | 9,07 %                                                |
| Effenberg                                             | 9,76 %                                                | 6,29 %                                                | 6,97 %                                                | 9,98 %                                                | 15,84 %                                               | 26,09 %                                               | 15,81 %                                               |
| Kerth                                                 | 3,23 %                                                | 2,43 %                                                | 5,80 %                                                | 10,82 %                                               | 19,65 %                                               | 6,84 %                                                | 5,04 %                                                |
| Loveday                                               | 4,51 %                                                | 3,53 %                                                | 3,72 %                                                | 5,34 %                                                | 3,26 %                                                | 3,23 %                                                | 5,89 %                                                |
| Mennen                                                | 6,76 %                                                | 4,83 %                                                | 4,57 %                                                | 4,15 %                                                | 3,89 %                                                | 4,40 %                                                | 4,77 %                                                |
| Mörl                                                  | 3,12 %                                                | 1,95 %                                                | 2,01 %                                                | 2,44 %                                                | 2,12 %                                                | 2,94 %                                                | 5,64 %                                                |
| Pallaske                                              | 6,59 %                                                | 8,28 %                                                | 8,66 %                                                | 15,98 %                                               | 6,41 %                                                | 3,32 %                                                | 4,67 %                                                |
| Rowe                                                  | gesperrt                                              | 4,80 %                                                | 4,24 %                                                | 3,47 %                                                | 2,74 %                                                | 4,55 %                                                | 7,33 %                                                |

## Dschungelprüfungen
| Dschungelprüfungen der 16. Staffel                                              | Dschungelprüfungen der 16. Staffel | Dschungelprüfungen der 16. Staffel          | Dschungelprüfungen der 16. Staffel |
| Datum                                                                           | Kandidat(en) | Prüfung                                     | Erspielte Rationen (Sterne) |
| ------------------------------------------------------------------------------- | --- | ------------------------------------------- | --- |
| 12. Jan. 2023                                                                   | Gigi Birofio Tessa Bergmeier Verena Kerth Markus Mörl Jana Pallaske Djamila Rowe                                                                                           | 1. Dschungelcamp-Challenge Fallschirmsprung | Sternsymbol · Sternsymbol · Sternsymbol · Sternsymbol · Sternsymbol · Sternsymbol                                                                                     |
| 12. Jan. 2023                                                                   | Cecilia Asoro Cosimo Citiolo Lucas Cordalis Claudia Effenberg Papis Loveday Jolina Mennen                                                                                  | 2. Dschungelcamp-Challenge Drahtseillauf    | Sternsymbol · Sternsymbol · Sternsymbol · Sternsymbol · Sternsymbol · Sternsymbol                                                                                     |
| 13. Jan. 2023                                                                   | Cecilia Asoro Tessa Bergmeier Gigi Birofio Cosimo Citiolo Lucas Cordalis Claudia Effenberg Verena Kerth Papis Loveday Jolina Mennen Markus Mörl Jana Pallaske Djamila Rowe | „Dschungel-Bah-Bäh-Cue“                     | · (Effenberg, Loveday, Asoro, Mennen, Mörl) |
| 14. Jan. 2023                                                                   | Tessa Bergmeier | „Das Hor-Rohr“                              | Sternsymbol · Sternsymbol · Sternsymbol · Sternsymbol · Sternsymbol · Sternsymbol · Sternsymbol · Sternsymbol · Sternsymbol · Sternsymbol · Sternsymbol · Sternsymbol |
| 15. Jan. 2023                                                                   | Tessa Bergmeier Cosimo Citiolo | „Shitstorm – Die letzte Spülung“            | Sternsymbol · Sternsymbol · Sternsymbol · Sternsymbol · Sternsymbol · Sternsymbol · Sternsymbol · Sternsymbol · Sternsymbol · Sternsymbol · Sternsymbol · Sternsymbol |
| 16. Jan. 2023                                                                   | Gigi Birofio Tessa Bergmeier | „Puppengraus“                               | · (Birofio , Bergmeier ) |
| 17. Jan. 2023                                                                   | Jana Pallaske | „Fiesenrad“                                 | Sternsymbol · Sternsymbol · Sternsymbol · Sternsymbol · Sternsymbol · Sternsymbol · Sternsymbol · Sternsymbol · Sternsymbol · Sternsymbol · Sternsymbol · Sternsymbol |
| 18. Jan. 2023                                                                   | Tessa Bergmeier Claudia Effenberg Verena Kerth | „Pfui-Dora“                                 | · (Bergmeier , Effenberg , Kerth ) |
| 19. Jan. 2023                                                                   | Lucas Cordalis Claudia Effenberg | „Schreck-Schraube“                          | Sternsymbol · Sternsymbol · Sternsymbol · Sternsymbol · Sternsymbol · Sternsymbol · Sternsymbol · Sternsymbol · Sternsymbol · Sternsymbol · Sternsymbol · Sternsymbol |
| 20. Jan. 2023                                                                   | Gigi Birofio Cosimo Citiolo Claudia Effenberg | „Der große Preis von Murwillumbah“          | Sternsymbol · Sternsymbol · Sternsymbol · Sternsymbol · Sternsymbol · Sternsymbol · Sternsymbol · Sternsymbol · Sternsymbol · Sternsymbol · Sternsymbol · Sternsymbol |
| 21. Jan. 2023                                                                   | Jolina Mennen Markus Mörl | „Ohne Fleisch kein Preis“                   | Sternsymbol · Sternsymbol · Sternsymbol · Sternsymbol · Sternsymbol · Sternsymbol · Sternsymbol · Sternsymbol · Sternsymbol · Sternsymbol · Sternsymbol               |
| 22. Jan. 2023                                                                   | Cecilia Asoro | „Sturzfluch“                                | Sternsymbol · Sternsymbol · Sternsymbol · Sternsymbol · Sternsymbol · Sternsymbol · Sternsymbol · Sternsymbol · Sternsymbol · Sternsymbol                             |
| 23. Jan. 2023                                                                   | Gigi Birofio Lucas Cordalis Papis Loveday | „Albtraumfahrt“                             | Sternsymbol · Sternsymbol · Sternsymbol · Sternsymbol · Sternsymbol · Sternsymbol · Sternsymbol · Sternsymbol · Sternsymbol                                           |
| 24. Jan. 2023                                                                   | Cosimo Citiolo Djamila Rowe | „Wall of Shame“                             | Sternsymbol · Sternsymbol · Sternsymbol · Sternsymbol · Sternsymbol · Sternsymbol · Sternsymbol · Sternsymbol · Sternsymbol                                           |
| 25. Jan. 2023                                                                   | Jolina Mennen | „Der Jaulwurf“                              | Sternsymbol · Sternsymbol · Sternsymbol · Sternsymbol · Sternsymbol · Sternsymbol · Sternsymbol · Sternsymbol                                                         |
| 26. Jan. 2023                                                                   | Gigi Birofio Lucas Cordalis Papis Loveday | „Unhappy Hour“                              | Sternsymbol · Sternsymbol · Sternsymbol · Sternsymbol · Sternsymbol · Sternsymbol · Sternsymbol                                                                       |
| 27. Jan. 2023                                                                   | Cosimo Citiolo Jolina Mennen | „Schluss mit Luftig“                        | Sternsymbol · Sternsymbol · Sternsymbol · Sternsymbol · Sternsymbol · Sternsymbol                                                                                     |
| 28. Jan. 2023                                                                   | Gigi Birofio Cosimo Citolo Lucas Cordalis Jolina Mennen Djamila Rowe | „Creek der Sterne“                          | Sternsymbol · Sternsymbol · Sternsymbol · Sternsymbol · Sternsymbol                                                                                                   |
| 29. Jan. 2023                                                                   | Djamila Rowe | „Korrekt“ (Vorspeise)                       | (Prüfung zweimal abgebrochen) |
| 29. Jan. 2023                                                                   | Gigi Birofio | „Krass“ (Hauptspeise)                       | Sternsymbol · Sternsymbol · Sternsymbol · Sternsymbol · Sternsymbol                                                                                                   |
| 29. Jan. 2023                                                                   | Lucas Cordalis | „Stabil“ (Nachspeise)                       | Sternsymbol · Sternsymbol · Sternsymbol · Sternsymbol · Sternsymbol                                                                                                   |
| Insgesamt wurden 103 von 188 möglichen Sternen erspielt; dies entspricht 54,8 % | |                                             | |

## Schatzsuche
Die Kandidaten gehen in der Regel zu zweit auf Schatzsuche und lösen eine Aufgabe. Bei Erfolg bringen sie meistens eine Schatztruhe ins Camp. Dort wird die Truhe geöffnet, in welcher sich eine Quizfrage mit zwei Antwortmöglichkeiten befindet. Beantworten die Kandidaten die Aufgabe richtig, gibt es einen Gewinn wie beispielsweise Süßigkeiten oder Gewürze; antworten sie falsch, gibt es nichts oder einen nutzlosen Trostpreis. Seltener gibt es nach dem Lösen der Aufgabe einen Sofortgewinn.
| Schatzsuche der 16. Staffel | Schatzsuche der 16. Staffel    | Schatzsuche der 16. Staffel                                                       | Schatzsuche der 16. Staffel                                                       | Schatzsuche der 16. Staffel                                               |
| Datum                       | Kandidaten                     | Aufgabe                                                                           | Frage und Antwortmöglichkeiten                                                    | Gewinn/Trostpreis                                                         |
| --------------------------- | ------------------------------ | --------------------------------------------------------------------------------- | --------------------------------------------------------------------------------- | ------------------------------------------------------------------------- |
| 16. Jan. 2023               | Cosimo Citiolo Djamila Rowe    | „Bee Careful“                                                                     | Nach wie vielen Jahren feiert man Knoblauch-Hochzeit? A: 33,3 Jahre B: 35,5 Jahre | nichts                                                                    |
| 20. Jan. 2023               | Cecilia Asoro Tessa Bergmeier  | „Hochstapler“                                                                     | nicht bis zur Frage geschafft                                                     |                                                                           |
| 21. Jan. 2023               | Gigi Birofio Cosimo Citiolo    | „Ei, Ei Baby!“ (Nacht-Schatzsuche)                                                | keine Schatztruhe, keine Frage                                                    | A: Eine Pizza für die Schatzsucher B: Vier erspielte Hühnereier fürs Camp |
| 23. Jan. 2023               | Claudia Effenberg Djamila Rowe | „Ist der Helm oben, wird man euch loben. Macht ihr das toll, ist die Röhre voll.“ | Wie heißt Dr. Bob mit Vornamen? A: Bob B: Dr.                                     | Chips                                                                     |
| 27. Jan. 2023               | Gigi Birofio Djamila Rowe      | „In der Ruhe liegt die Kraft!“                                                    | Welches Sternzeichen liegt zwischen Zwilling und Löwe? A: Skorpion B: Krebs       | Kaffee                                                                    |

## Einschaltquoten
| Folge                                                  | Dauer         | Dauer          | Erstausstrahlung (2023) | Zuschauerzahl | Marktanteil | Zuschauerzahl | Marktanteil   | Quelle       |
| Folge                                                  | (mit Werbung) | (ohne Werbung) | Erstausstrahlung (2023) | ab 3 Jahren   | ab 3 Jahren | 14–49-Jährige | 14–49-Jährige | Quelle       |
| ------------------------------------------------------ | ------------- | -------------- | ----------------------- | ------------- | ----------- | ------------- | ------------- | ------------ |
| Folgen mit Abstimmung „Wer muss zur Dschungelprüfung?“ |               |                |                         |               |             |               |               |              |
| 01                                                     | 175 Min.      | 136 Min.       | Fr, 13. Januar          | 4,72 Mio.     | 22,3 %      | 2,10 Mio.     | 39,7 %        | [ Quoten 1 ] |
| 02                                                     | 119 Min.      | 91 Min.        | Sa, 14. Januar          | 4,40 Mio.     | 20,8 %      | 1,95 Mio.     | 35,0 %        | [ Quoten 1 ] |
| 03                                                     | 115 Min.      | 88 Min.        | So, 15. Januar          | 3,71 Mio.     | 19,9 %      | 1,52 Mio.     | 32,9 %        | [ Quoten 1 ] |
| 04                                                     | 105 Min.      | 86 Min.        | Mo, 16. Januar          | 3,73 Mio.     | 22,6 %      | 1,46 Mio.     | 37,2 %        | [ Quoten 2 ] |
| 05                                                     | 98 Min.       | 79 Min.        | Di, 17. Januar          | 3,76 Mio.     | 21,9 %      | 1,35 Mio.     | 33,5 %        | [ Quoten 2 ] |
| 06                                                     | 112 Min.      | 93 Min.        | Mi, 18. Januar          | 3,82 Mio.     | 23,3 %      | 1,58 Mio.     | 38,3 %        | [ Quoten 2 ] |
| 07                                                     | 100 Min.      | 80 Min.        | Do, 19. Januar          | 3,52 Mio.     | 20,8 %      | 1,38 Mio.     | 34,2 %        | [ Quoten 2 ] |
| Folgen mit Abstimmung „Wer soll im Camp bleiben?“      |               |                |                         |               |             |               |               |              |
| 08                                                     | 146 Min.      | 102 Min.       | Fr, 20. Januar          | 4,05 Mio.     | 17,8 %      | 1,62 Mio.     | 28,3 %        | [ Quoten 3 ] |
| 09                                                     | 117 Min.      | 91 Min.        | Sa, 21. Januar          | 4,57 Mio.     | 22,4 %      | 1,78 Mio.     | 32,9 %        | [ Quoten 3 ] |
| 10                                                     | 115 Min.      | 89 Min.        | So, 22. Januar          | 4,20 Mio.     | 22,8 %      | 1,63 Mio.     | 33,5 %        | [ Quoten 3 ] |
| 11                                                     | 106 Min.      | 87 Min.        | Mo, 23. Januar          | 3,85 Mio.     | 21,9 %      | 1,40 Mio.     | 32,9 %        | [ Quoten 4 ] |
| 12                                                     | 101 Min.      | 81 Min.        | Di, 24. Januar          | 3,79 Mio.     | 21,5 %      | 1,39 Mio.     | 31,9 %        | [ Quoten 4 ] |
| 13                                                     | 106 Min.      | 88 Min.        | Mi, 25. Januar          | 4,03 Mio.     | 21,7 %      | 1,46 Mio.     | 30,9 %        | [ Quoten 4 ] |
| 14                                                     | 105 Min.      | 86 Min.        | Do, 26. Januar          | 4,27 Min.     | 23,9 %      | 1,59 Min.     | 35,7 %        | [ Quoten 4 ] |
| 15                                                     | 150 Min.      | 113 Min.       | Fr, 27. Januar          | 3,91 Mio.     | 18,2 %      | 1,46 Mio.     | 27,6 %        | [ Quoten 5 ] |
| 16                                                     | 111 Min.      | 89 Min.        | Sa, 28. Januar          | 4,29 Mio.     | 20,5 %      | 1,76 Mio.     | 31,1 %        | [ Quoten 4 ] |
| Finale                                                 |               |                |                         |               |             |               |               |              |
| 17                                                     | 137 Min.      | 119 Min.       | So, 29. Januar          | 4,81 Mio.     | 26,9 %      | 1,76 Mio.     | 37,8 %        | [ Quoten 4 ] |
| Special: Das große Wiedersehen                         |               |                |                         |               |             |               |               |              |
| –                                                      | 160 Min.      | 122 Min.       | Mo, 30. Januar          | 3,37 Mio.     | 13,2 %      | 1,25 Mio.     | 20,9 %        | [ Quoten 6 ] |
| Special: Das Nachspiel                                 |               |                |                         |               |             |               |               |              |
| –                                                      | 160 Min.      | 110 Min.       | So, 12. Februar         | 2,23 Mio.     |             | 0,89 Mio.     | 11,8 %        | [ Quoten 7 ] |
| Anmerkungen: 1. 2.                                     |               |                |                         |               |             |               |               |              |

## Zusätzliche Sendungen im TV und Web
- 2. bis 30. Januar 2023: Ich bin ein Star – Holt mich hier raus! – Der Podcast mit Julian F. M. Stoeckel und Inken Wriedt (RTL+)
- 13. bis 29. Januar 2023: Die 1/4 Stunde davor mit Cornelius Strittmatter (IBES Social Media-Kanäle)
- 13. bis 29. Januar 2023: Ich bin ein Star – Die Stunde danach mit Angela Finger-Erben und Olivia Jones (RTL)
- 15. Januar 2023: Dr. Bob's Australien mit Bob McCarron (RTL)
- 22. Januar 2023: Ich bin ein Star – Holt mich hier raus! Sonja Zietlow & die Faszination Dschungelcamp mit Sonja Zietlow (RTL)
- 29. Januar 2023: Ich bin ein Star – Holt mich hier raus! Der Countdown zum Finale mit Angela Finger-Erben und Olivia Jones (RTL)
- 30. Januar 2023: Ich bin ein Star – Holt mich hier raus! – Das große Wiedersehen mit Sonja Zietlow und Jan Köppen (RTL)
- 12. Februar 2023: Ich bin ein Star – Holt mich hier raus! Das Nachspiel mit Sonja Zietlow und Jan Köppen (RTL)